# 104-й десантно-штурмовий полк (РФ)
104-й гвардійський десантно-штурмовий Червоного прапора полк (104 ДШП, в/ч 32515) — формування Повітрянодесантних військ Збройних сил Російської Федерації чисельністю у полк. Пункт постійної дислокації — с. Черьоха Псковської області. Входить до складу псковської 76-ї десантно-штурмової дивізії.
У 2014 році підрозділи полку брали участь у збройній агресії РФ проти України: у вторгненні до Криму, а згодом у боях на Луганському напрямку.

## Історія

### Чечня
З 1994 по 1995 полк у складі 76-ї гвардійської повітрянодесантної Чернігівської Червонопрапорної дивізії брав участь у Першій чеченській війні. З 1999 полк брав участь у Другій чеченській війни.
29 лютого — 1 березня 2000 шоста рота та один взвод четвертої роти другого батальйону 104-го полку вступили в вступили в бій із підрозділами Збройних сил Чеченської Республіки Ічкерія під м. Аргун. Він закінчився розгромом росіян. У бою полягли 84 з 90 російських десантників. У російській історіографії також носить назву «Бій за висоту 776». Указом Президента РФ № 484 від 12 березня 2000 року 22 десантникам було присвоєно звання Героя РФ (з них 21 — посмертно), 68 солдатів і офіцерів 6-ї роти (63 з них посмертно).
Починаючи з березня 2000 р. російська федеральна влада проводила кримінальне переслідування чеченських військових, які брали участь в розгромі десантників 104-го полку. У цій справі у 2016 році обвинуваченими проходили і українці: Станіслав Клих, Микола Карп'юк, Олександр Малофєєв. Вже після звільнення з російського ув'язнення і Карп'юк, і Клих неодноразово спростовували свою участь в Першій та Другій російсько-чеченських війнах.

### Грузія
У серпні 2008 року військовослужбовці полку брали участь у російсько-грузинській війні на осетинському напрямку. Відомо, принаймні про загибель двох бійців.

### Крим
Навесні 2014 року військовослужбовці 104 ДШП брали участь у захопленні українських бурових установок «Чорноморнафтогазу».

### Війна на сході України
У 2014 році полк брав участь у війні на Донбасі. За даними британського аналітичного центру RUSI, на основі полку була сформована батальйонно-тактична група, яка брала участь у бойових діях з 11 серпня 2014 року.
Військовослужбовець 104 ДШП Тимур Хакімов (рос: Тимур Хакимов) у травні ділиться власними фото з Криму, а у серпні — ймовірно, з Донбасу.
17 серпня 2014 року колону 104-го десантно-штуромового полку було знято польським журналістом Войцехом Божановським у Ростовській області РФ неподалік російсько-українського кордону. Наступного дня, 18 серпня, ця ж колона була зафіксована на марші на території України, в Суходільську. Упізнав колону в Суходільську і польський журналіст. Зокрема, у колоні був бронетранспортер БТР-Д десантника Антона Самодурова з 104-го десантно-штурмового полку. Самодуров у 2015 році виклав декілька фото часів бойових дій і свою медаль за участь у боях.
20 серпня разом з підрозділами 234 ДШП окремі контрактники 104-го полку брали участь у бою при Георгіївці. Відомо, що того дня загинув сержант 104 ДШП Олександр Осипов.
30 серпня бійцями 80 ОАеМБр ЗСУ на блокпосту під Георгіївкою був взятий у полон Володимир Бураков, прапорщик 104 ДШП.
Десантна бронемашина БМД-2, що ймовірно належала 104-му полку, була знята неподалік Луганського аеропорту.

### Повномасштабне російське вторгнення в Україну (2022)
У 2022 році полк брав участь у вторгненні Росії в Україну на Київському напрямку. Полк зазнав дуже тяжких втрат, у тому числі не менше чотирьох командирів батальйонів.
На початку жовтня 2023 року СБУ повідомила про підозру командира розвідувального взводу Нурсултана Муссагалєєва, замкомандира взводу Олексія Колесникова та командира 2-го відділення Олександра Виселкова у причетності до тортур та вбивств цивільних. За твердженням СБУ, під час «зачистки» військові катували та вбили місцевого жителя.

## Командування
- (???—2000) Сергій Мелентьєв. Знятий з посади після бою під Улус-Кертом.[26]
- (2000—2003) Волик Сергій Миколайович

## Втрати
З відкритих джерел відомо такі втрати 104-го десантно-штурмового полку:
- щонайменше 3 загиблих у першій російсько-чеченській війні;
- щонайменше 84 загиблих у другій російсько-чеченській війні (число загиблих у бою під Улус-Кертом 29 лютого — 1 березня 2000 року)[2][3]; з них відомо 24 імені.
- 2 імені загиблих у російсько-грузинській війні;
- 1 загиблий у війні в Сирії;
- 52 ім'я загиблих у російсько-українській війні.